# Lonicera japonica
 Lonicera japonica é uma espécie do gênero botânico Lonicera, da família das Caprifoliaceae.
A espécie Lonicera japonica é uma planta nativa da Ásia, Japão oriental, Coreia, região norte e oriental da China, e Formosa.
Conhecida em português erroneamente como "madressilva", "madressilva-da-china", "madressilva-dos-jardins" e "madressilva-do-japão". A madressilva verdadeira é a espécie Lonicera periclymenum.
É uma trepadeira capaz de escalar até 10 m de altura numa árvore. As folhas são opostas, ovadas, elípticas, oblongas ou lanceoladas, com 3 a 8 cm de comprimento e 2 a 3 cm de largura. As flores são brancas a amareladas com uma doce fragrância. A fruta é uma baga, globosa, azul escura, de 5 a 8 mm de diâmetro, contendo numerosas sementes.
A flor tem um alto valor medicinal na medicina chinesa tradicional. Tem propriedades antibacteriana e anti-inflamatória. Combinada com a Forsythia suspensa) é usada para reduzir a febre e eliminar toxinas. As folhas secadas também são usadas na homeopatia chinesa.
Devido à beleza de suas flores e fragrância agradável, a planta é muito utilizada para fins ornamentais. Também é usada como forrageira, e, na apicultura, como fonte de néctar e pólen.
É uma espécie invasora e exótica na Argentina, Brasil, México, Nova Zelândia, Estados Unidos incluindo o Havaí, e em muitas ilhas do Pacífico e Caribe.